# Phacelia serrata
Phacelia serrata är en strävbladig växtart som beskrevs av J. W. Voss. Phacelia serrata ingår i Faceliasläktet som ingår i familjen strävbladiga växter. Inga underarter finns listade i Catalogue of Life.